# Dage Minors
Dage Minors (* 26. Oktober 1995) ist ein bermudischer Leichtathlet, der sich auf den Mittelstreckenlauf spezialisiert hat. Aktuell ist er Inhaber des Landesrekordes im 1500-Meter-Lauf.

## Sportliche Laufbahn
Erste Erfahrungen bei internationalen Meisterschaften sammelte Dage Minors bei den CARIFTA Games 2013 in Nassau, bei denen er in 1:55,62 min den sechsten Platz im 800-Meter-Lauf belegte. Im selben Jahr begann er zudem ein Studium an der Franklin Pierce University in den Vereinigten Staaten. Im Jahr darauf gewann er bei den CARIFTA Games in Fort-de-France in 3:58,39 min die Bronzemedaille im 1500-Meter-Lauf und anschließend belegte er bei den Juniorenzentralamerika- und Karibikmeisterschaften in Morelia in 2:00,03 min den achten Platz über 800 Meter. 2016 schied er bei den U23-NACAC-Meisterschaften in San Salvador mit 1:53,32 min im Vorlauf über 800 Meter aus und belegte in 4:01,25 min den fünften Platz. Im Jahr darauf kam er bei der Sommer-Universiade in Taipeh mit 1:51,43 min nicht über die Vorrunde über 800 Meter hinaus. 2018 verpasste er bei den Zentralamerika- und Karibikspielen in Barranquilla mit 1:49,30 min den Finaleinzug über 800 Meter und gelangte mit 4:10,63 min auf Rang neun über 1500 Meter. Anschließend wurde er bei den NACAC-Meisterschaften in Toronto in 1:53,10 min Zehnter über 800 Meter. Im Jahr darauf schied er bei den Studentenweltspielen in Neapel mit 1:51,43 min im Halbfinale über 800 Meter aus und verpasste mit 3:54,60 min den Finaleinzug über 1500 Meter. Anschließend gelangte er bei den Panamerikanischen Spielen in Lima mit 3:48,85 min auf den elften Platz über 1500 Meter und schied mit 1:50,68 min im Vorlauf über 800 Meter aus. 2022 kam er bei den Commonwealth Games in Birmingham mit 3:46,67 min nicht über die Vorrunde über 1500 Meter hinaus und anschließend belegte er bei den NACAC-Meisterschaften in Freeport in 3:55,09 min den achten Platz.
2023 gewann er bei den Zentralamerika- und Karibikspielen in San Salvador in 3:45,12 min die Bronzemedaille über 1500 Meter hinter dem Mexikaner Fernando Daniel Martínez und Rob Napolitano aus Puerto Rico. Anschließend gelangte er bei den Panamerikanischen Spielen in Santiago de Chile mit 3:57,76 min auf den zwölften Platz.

## Persönliche Bestzeiten
- 1500 Meter: 3:41,24 min, 23. Juli 2022 in Manchester (bermudischer Rekord)
  - 800 Meter (Halle): 1:47,98 min, 10. Februar 2018 in Boston (bermudischer Rekord)
  - 1000 Meter (Halle): 2:24,37 min, 31. Januar 2015 in Boston (bermudischer Rekord)
  - 1500 Meter (Halle): 3:50,36 min, 10. Februar 2023 in Boston
  - Meile (Halle): 3:59,35 min, 27. Januar 2023 in Boston (bermudischer Rekord)